# シャンノ
座標: 北緯54度48分00秒 東経29度42分00秒 / 北緯54.80000度 東経29.70000度
シャンノ（ベラルーシ語: Сянно）はベラルーシ・ヴィツェプスク州シャンノ地区の市（ホラド）である。また同地区の行政中心地である。人口は2017年の時点で7238人。

## 地理
シャンノ湖の南岸に位置し、州都ヴィツェプスクからは南西に58 kmの位置にある。市内に鉄道駅は無いが、自動車道は、市内をР86（バフシェウスク - ミャジェル）が縦断し、Р113（起点:ウシャチ）が市内でР25（ヴィツェプスク - タラチン）に接続している。

## 歴史
シャンノに関する史料上の最初の言及は1442年の記述である。また、16世紀前半からはリトアニア大公国のヴィツェプスク郡の村（メステチコ）として名が知られる。17世紀前半からサピェハ家の、18世紀後半にはオギンスキ家の所領となっていた。
1772年、第1次ポーランド分割により帝政ロシア領となった。1773年より市に昇格し、シャンノ郡の行政中心地となった。1781年にはエカテリーナ2世より市章を与えられた。
1883年に電線が引かれ、郵便局が設置された。1904年には10の工場、6の手工業工場、2の病院、また印刷会社、図書館が操業していた。1897年の調査によれば、この年の市の人口は4100人であり、うち2471人がユダヤ教徒だった。
1919年、シャンノを含むセンノ郡はモギリョフ県からヴィテプスク県に移管された。1924年には白ロシア・ソビエト社会主義共和国の行政改編に伴いヴィテプスク管区に、1938年にはヴィテプスク州（現ベラルーシ・ヴィツェプスク州）に属した。
1941年、独ソ戦の一環としてこの地でセンノの戦いが起こった。7月6日、シャンノはナチス・ドイツに占領された。赤軍第20軍が一時奪還するが、7月9日に再びドイツ国防軍に占領された。1939年の調査では、シャンノには1056人のユダヤ人（総人口は4300人）が住んでいたが、これらの人々はゲットー（シャンノ・ゲットー）に送られ、多くが殺害された。市は1944年7月25日に解放された。
ソビエト連邦の崩壊後はベラルーシに属し、現在に至る。